# 纹带蝴蝶鱼
纹带蝴蝶鱼（学名：Chaetodon falcula）為輻鰭魚綱鱸形目蝴蝶魚科的其中一種。

## 分布
本魚分布於印度洋西太平洋區，包括東非、模里西斯、馬爾地夫、塞席爾群島、斯里蘭卡、安達曼群島、印度、印尼、泰國、越南、台灣等海域。

## 深度
水深1－15公尺。

## 特徵
本魚體呈方圓形，吻突出。體為白色，體背部黃色，體側有數十條垂直細條紋，背部有二枚鞍狀斑。頭部有一黑條紋且通過眼睛，尾柄黑色。各鰭黃色。背鰭硬棘12至13枚、背鰭軟條23至25枚；臀鰭硬棘3枚、臀鰭軟條20至21枚。體長可達20公分。

## 生態
本魚棲息於礁區邊緣與上層斜坡。稚魚躲藏在珊瑚叢間，成魚通常成對出現或形成小群魚群。肉食性，主要捕食無脊椎動物。  

## 經濟利用
為高經濟價值的觀賞魚。

## 扩展阅读
維基物種上的相關：纹带蝴蝶鱼